# Finale della Coppa CERS 1999-2000
La finale della 20ª edizione della Coppa CERS fu disputata in gara d'andata e ritorno tra i portoghesi del Paço de Arcos e gli spagnoli del Voltregà. Con il punteggio complessivo di 11 a 4 fu il Paço de Arcos ad aggiudicarsi per la prima volta nella storia il trofeo.

## Le squadre
| Squadre       | Partecipazioni precedenti (il grassetto indica la vittoria) |
| ------------- | ----------------------------------------------------------- |
| Paço de Arcos | 1988, 1998                                                  |
| Voltregà      | Nessuna                                                     |

## Il cammino verso la finale
Il Paço de Arcos si qualificò alla finale con i seguenti risultati:
- Ottavi di finale: eliminato l'Oliveirense (pareggio per 4-4 e per 2-2 al ritorno; vittoria ai tiri di rigore per 3-2);
- Quarti di finale: eliminato il Bassano 54 (vittoria per 7-4 all'andata e sconfitta per 4-3 al ritorno);
- Semifinale: eliminato il Flix (pareggio per 3-3 all'andata e vittoria per 10-4 al ritorno).

Il Voltregà si qualificò alla finale con i seguenti risultati:
- Ottavi di finale: eliminato il Cronenberg (vittoria per 8-1 all'andata e per 6-1 al ritorno);
- Quarti di finale: eliminato il Walsum (vittoria per 9-0 all'andata e per 4-3 al ritorno);
- Semifinale: eliminata il Reus Deportiu (vittoria per 3-1 all'andata e per 6-4 al ritorno).

## Tabellini

### Andata
| Paço de Arcos 1º aprile 2000 | Paço de Arcos | 8 – 2 | Voltregà |  |

### Ritorno
| Sant Hipòlit de Voltregà 16 aprile 2000 | Voltregà | 2 – 3 | Paço de Arcos | Pavelló Victorià de la Riba |